# Myopias densesticta
Myopias densesticta is een mierensoort uit de onderfamilie van de Ponerinae. De wetenschappelijke naam van de soort is voor het eerst geldig gepubliceerd in 1983 door Willey & Brown.